# Głobus
Głobus – rosyjska czarterowa linia lotnicza z siedzibą w Moskwie. Głównym portem lotniczym jest port lotniczy Nowosybirsk-Tołmaczowo.
Linie lotnicze Głobus powstały w 2007 jako podmiot należący do S7 Airlines. Pierwszy lot wykonany został 5 kwietnia 2008 przez Tupolewa Tu-154M. W kolejnych latach do służby wprowadzano Boeingi 737-400 i 737-800. 

## Flota
W dniu 27 września 2015 roku flota linii Głobus składała się z następujących samolotów:
- Boeing 737-800 - 13